# زیواگان فرانس‌ویلین

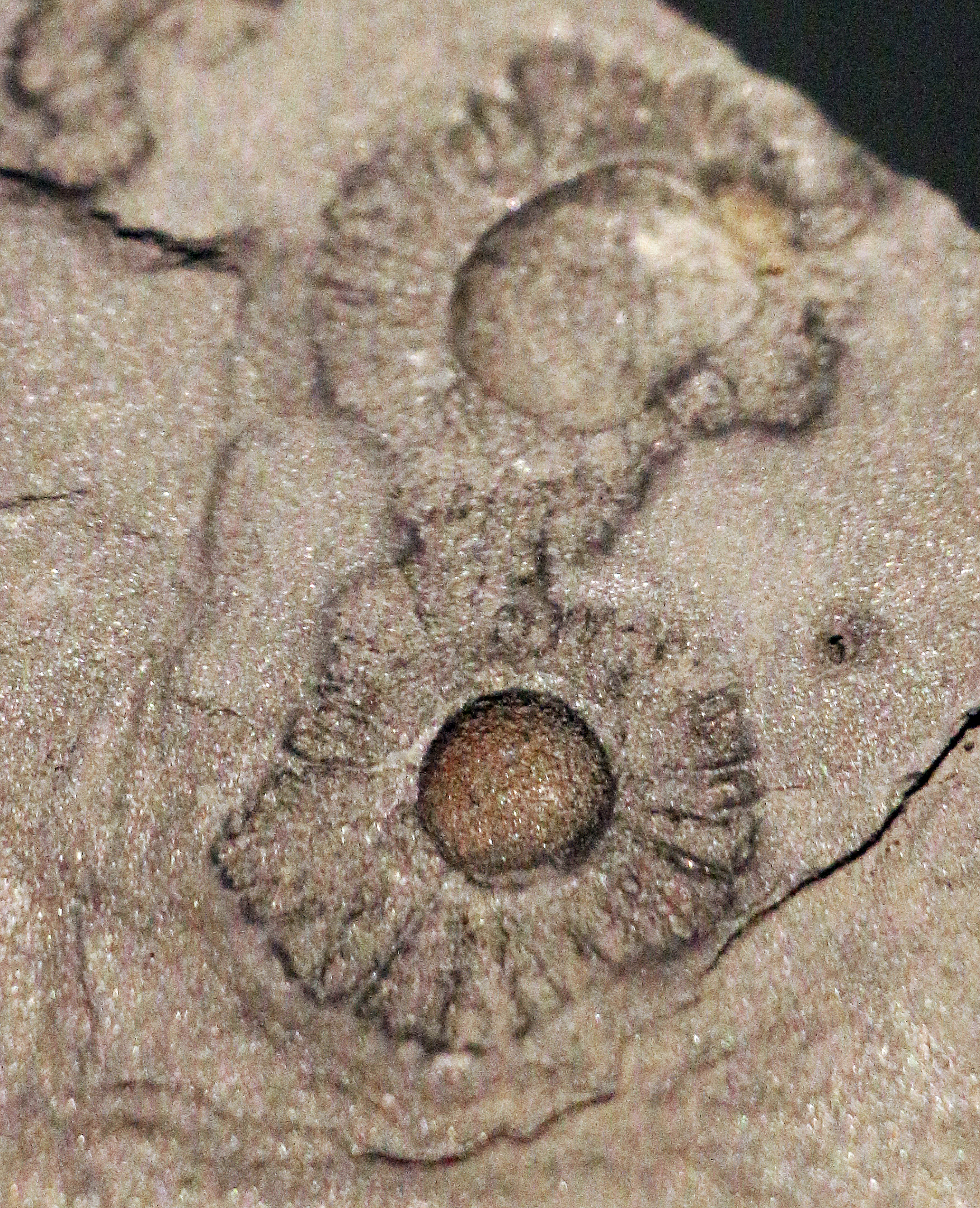
فسیل‌های بیولا Francevillian

زیواگان (جانداران دوره و ناحیه خاص) فرانس‌ویلین (به عنوان ماکروفسیلهای گابن یا Gabonionta هم شناخته می‌شود) یک گروه ۲٫۱ میلیارد ساله Palaeoproterozoic، موجودات ماکروسکوپی شناخته شدهِ از فسیلی که در گابن در دوران Francevillian BPalaeoproterozoic تشکیلشده در استان بلک‌شیل هستند. فرض بر این است که این فسیل‌ها شواهدی از ابتدای شکل‌گیری حیات چند سلولی هستند. این فسیل‌ها توسط یک تیم بین‌المللی به رهبری Abderrazak El Albani، زمین‌شناس مراکشی-فرانسوی، از دانشگاه پوآتیه فرانسه کشف شد. در حالی که هنوز به فسیل‌ها موقعیت رسمی طبقه‌بندی شده اختصاص داده نشده، اما موزه تاریخ طبیعی وین در سال ۲۰۱۴ به‌طور غیررسمی و جمعی از آنها به عنوان "Gabonionta" یاد کرده‌است.

## مرفولوژی

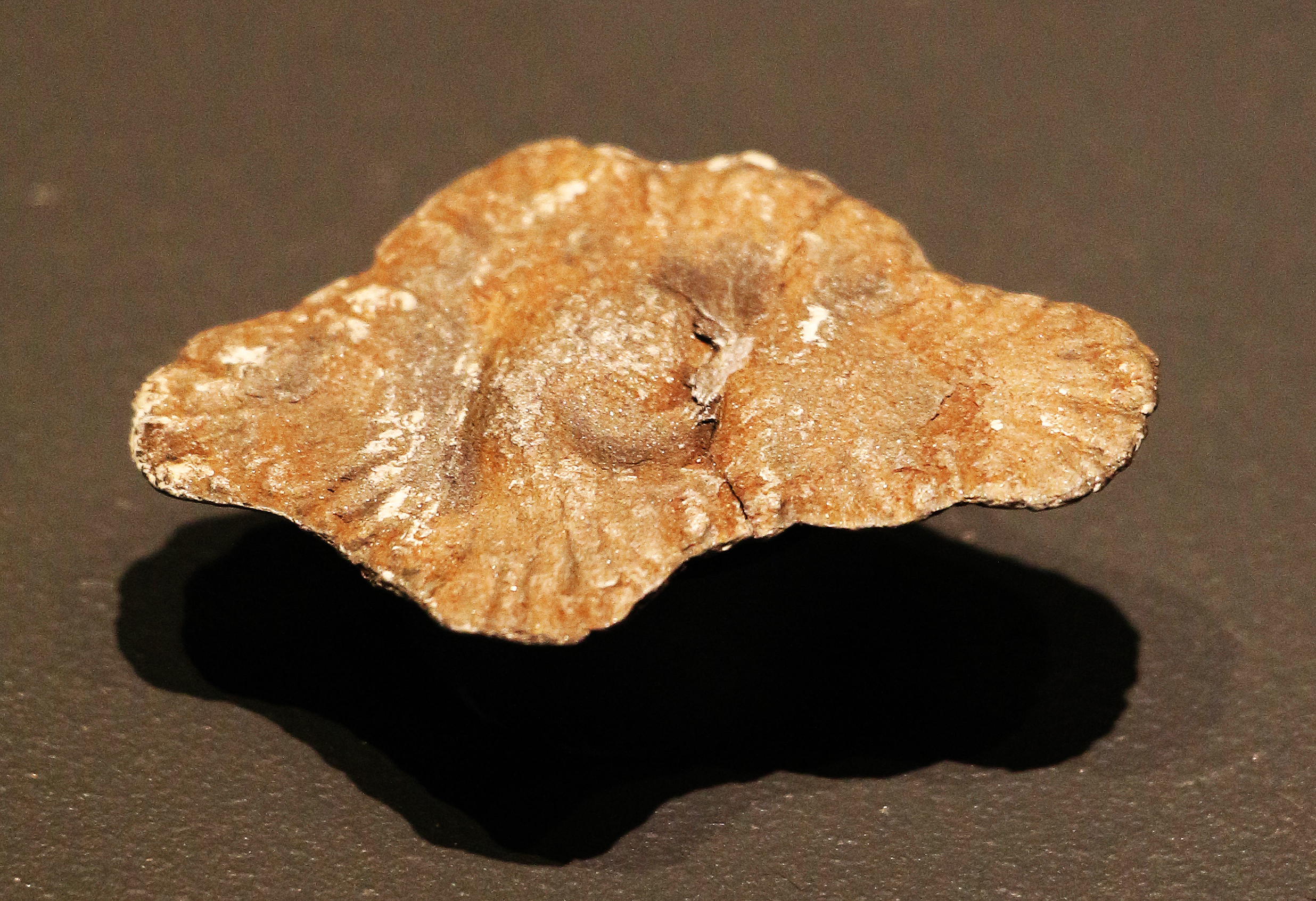
عضوی از زیست‌محیط Francevillian. حداکثر قطر فسیل = ۱۲ سانتی‌متر

اندازه ارگانیسم‌های فسیلی به ۱۷ سانتی‌متر می‌رسد. بدن آنها دیسک‌های پهن با مورفولوژی مشخص، شامل انواع دایره‌ای و کشیده‌است. اندام مرکزی کروی تا بیضوی توسط ساختارهای شعاعی محدود می‌شود. فسیل‌ها رشد سه بعدی و هماهنگ را نشان می‌دهند. ارتباط سلول-سلول را باید همان‌طور که قبل از بوجود آمدن چند سلول بودن وجود دارد، فرض کنیم.
مطالعه جدیدتر ۲۰۱۴ توسط ال آلبانی و همکاران. انواع مختلفی از فسیل‌ها را با مورفولوژی‌های مختلف توصیف می‌کند. لوله‌های پیچیده و ساختارهای شبیه «رشته مروارید» وجود دارد که به «گل» ختم می‌شوند. شبیه قالب‌های لجن دیکتایوستل، ارگانیسم‌های آمیب که مجموعه‌های چند سلولی را برای مهاجرت تشکیل می‌دهند. با این حال، دیکتایوستلیدها موجوداتی زمینی هستند و نه موجودات دریایی، بنابراین ساختارها به سادگی نمی‌توانند دیکتایوستلیدها باشند. در میان فسیل‌های شناخته شده، Ediacaran Nemiana و Beltanelloides بیشترین شباهت را دارند.

## محل

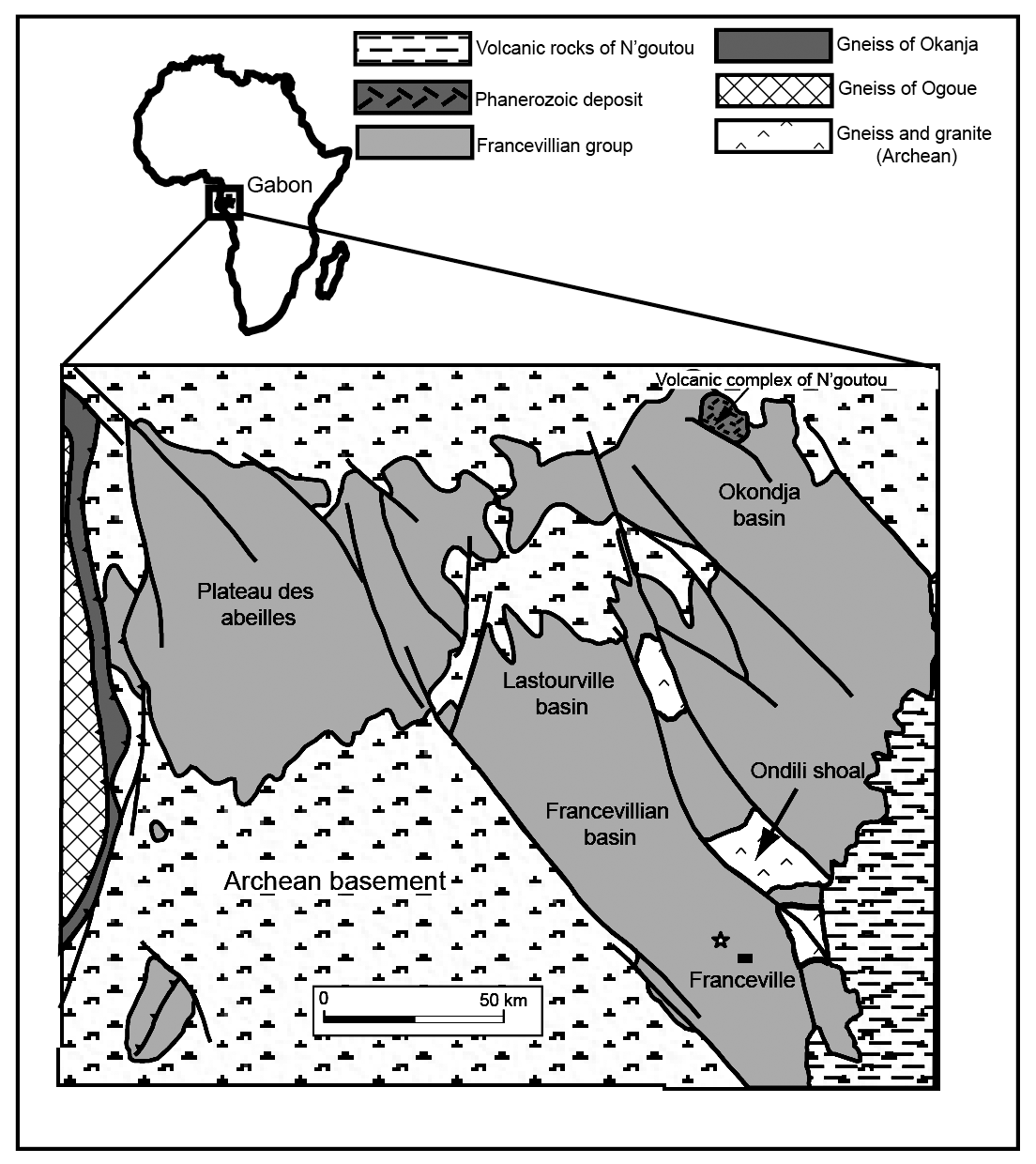
زمین‌شناسی حوضه فرانسه ویلین

یافته‌ها از رسوب‌های حوضه فرانس‌ویل با تراکم فسیلی بالا تا ۴۰ عدد در هر متر مربع بدست آمده‌است. احتمالاً، موجودات زنده در پایین در آب کم عمق دریا در کلنی‌ها باقی مانده‌اند. ژئوشیمی از سایت‌های فسیلی نشان می‌دهد که آنها در رسوبات زیر ستون آب اکسیژن‌دار از یک زندگی prograding دلتای پیشرفته زندگی می‌کرده‌اند، و آنها ممکن است درگیر تنفس هوازی بوده‌باشند.

## تعبیرها

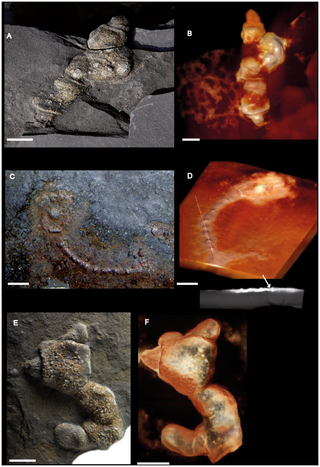
زیست بوم فرانسویلین

در توصیف این فسیل‌ها، ال آلبانی و همکارانش آنها را به عنوان موجوداتی کلنیال با قرابت‌های احتمالی با یوکاریوت‌ها، شبیه بسترهای. میکروبی توصیف کردند، البته بر خلاف ساختارهای شناخته شده موجود در فسیل‌ها، اما به پیچیدگی فسیل‌ها و وجود استران به عنوان پیشنهادیِ احتمالیِ اشاره کرده‌اند. هویت یوکاریوتی در یک گزارش خبری همزمان در نیچر، دیرین‌شناس، فیلیپ دونوگو از دانشگاه بریستول، از روش محافظه‌کارانه‌تری حمایت می‌کند تا قبل از اثبات شواهد بیشتر، آنها را یوکاریوت بخواند.
دیدگاه دیگری که توسط آدولف سیلاچر از ییل عنوان شده‌است، فسیل‌ها را به عنوان نه موجودات زنده بلکه به عنوان شبه فسیل‌های پیریت‌های غیر آلی تفسیر می‌کند. ال آلبانی و همکاران (۲۰۱۴) صریحاً با تفسیر سیلاچر مخالفات می‌کنند. تأثیرات سیلیکونی و غیرسیلیکونی از ساختارها و همچنین اشکال پریتز به آرامی باقی مانده‌است. سازه‌ها همزمان با رسوبات در یک رویداد منفرد شکل گرفته‌اند. که با توزیع یکنواخت نسبت ایزوتوپ گوگرد در نمونه نشان داده شده‌است. در گل‌های پیریت که به آهستگی متبلور می‌شوند، نسبت ایزوتوپ در ساختار متفاوت است. برای ساختارهایی که شبیه گرده هستند، تجزیه و تحلیل شیمیایی همچنین نشان می‌دهد که مواد موجود در دیواره‌های «گرده» حاوی مواد آلی است.

## سرنوشت
زیست زنده فرانس‌ویلن ناپدید می‌شود و در رسوب سیاه پوشاننده لایه بالایی وجود ندارد. ال آلبانی دلیل این امر را انقراض آنها می‌داند. زیست‌محیطی با رویداد اکسیداسیون بزرگ، افزایش موقتی اکسیژن اتمسفر، تشکیل شد و با کم شدن اکسیژن رویداد سفر لوماگوندی، این رویداد از کمبود اکسیژن دریایی منقرض شد. بیوتا نشان دهنده اولین آزمایش شناخته شده در چند سلولی است.